# Dicrocoelium dendriticum
Dicrocoelium dendriticum (Lilla leverflundran) är en parasit vars livscykel inbegriper tre värddjur. Landsnäckor och myror, och en idisslare som slutlig värd. Sjukdomen kallas Dicrocoelios vilken främst drabbar idisslande djur så som kor, får, kameler och alpackor. Lokalt kan en mycket stor andel, >90%, vara drabbade av parasiten i både tamdjursbesättningar och i sambetande vilda populationer. D. dendriticum är en zoonos men det finns få rapporterade fall där människor blivit drabbade. Arten är svår att utrota eftersom den finns i mer än en slutvärd.

## Livscykeln
Första stadiet hos D. dendriticum tar vid i parasitens äggstadium. Äggen förs ut via avföringen, som resulterar i att de blir uppätna av landsnäckor. Inuti snäckan kläcks äggen till miracidielarver som utvecklas till ett könlöst förökningsstadium, vilket kallas sporocyster. Sporocyster är enkelt byggda, de saknar till exempel tarm men kan ändå absorbera sin näring. I varje enskild sporocyst bildas nya ägg som utvecklas till en andra generation sporocyster. Äggen bildas genom partenogenes som innebär asexuell förökning. Väl inne i landsnäckan bildas efter tre till fyra månader talrika cercarielarver som sedan simmar till snäckans mantelhåla och sprids inneslutna i små slembollar som snäckan producerat. Metacerkarier är andra stadiet hos D. dendriticum som infaller när myran får i sig landsnäckans slem som innehåller hundratals "flundrelarver". Efter en till två månader inuti den andra mellanvärden mognar cerkarierna och utvecklas till metacerkarier. D. dendriticum är en parasit som har förmågan att ändra sin mellanvärds beteende. En eller två av flundrorna vandrar till ganglion, myrans centrala nervsystem, och kan därifrån manipulera myrans beteende. När temperaturen sjunker under 15°C mot kvällen uppvisar myran en beteendemodifiering genom att fästa sig på toppen av ett grässtrå och förblir orörlig i kataleptisk kramp, paralyserad. Beteendeförändringen ökar sannolikheten av att myran blir uppäten av den slutgiltiga värden, idisslaren. Tredje och avslutande stadiet hos D. dendriticum tar vid efter den infekterade myran blivit uppäten av en idisslare. Inne i sin slutvärd frigör sig metacerkarierna från myran och tar sig till levern via gallgångar och gallblåsa. Inne i levern utvecklas de till könsmogna hermafroditer som fortplantar sig och sprids ännu en gång via avföringen.

## Förekomst
D. dendriticum finns utspridd över stora delar av världen och är vanligast i Europa, östliga delar av USA samt Asien. Den har även hittats i lamor och alpackor i Sydamerika.För att individerna skall kunna överleva och sprida sig är det viktigt att miljön de befinner sig i, habitaten, är lämpliga för mellanvärdarna landsnäckan och myran. Därför är förekomsten av rikligast i tempererat klimat, gräslandskap, jordbrukssamhällen samt bergsområden .Mellanvärdarna trivs bäst i kalkhaltiga och alkaliska jordmåner och ett samband kan ses med ökad förekomst av D. dendriticum i dessa områden . Fuktiga till blöta vegetationstyper, havs- och stränder har visat sig ha en negativ inverkan på förekomsten, sannolikt beroende på att myror och värdsnäckorna inte trivs i våtmarkersmiljöer. Torra till friska gräsmarker med igenväxning av buskar eller närhet till skog är de miljöer som lämpar sig bäst för överföring av D. dendriticum till mellanvärdar och slutvärden, idisslaren .

## Infektion och symtom hos djur
Livet för Dicrocoelium dendriticum börjar i det idisslande  djurets gallgång där D. dendriticum lägger sina ägg, ungefär 10-12 veckor efter att det idisslande djuret blivit smittad.  Gallan som producerats för vidare äggen till djurets levern. Gallan behövs för att hjälpa djuret med dess matsmältning av fetter. Äggen följer sedan med via tarmarna och kommer ut via avföringen och sprids i gräset. Symptomen hos slutvärden idisslarna är i princip obefintliga och därför svårt att veta om djuret är smittat. Det finns dock fall där alpackor drabbas värre av Dicrocoelios än andra idisslare. Skador på levervävnaden, exempel skrumplever, är vanliga i nötdjurs- och fårbesättningar som betar i högriskområden.

## Diagnostik och behandling
Det säkraste sättet att fastställa att ett djur blivit smittad av D. dendriticum är då djuret slaktas eller obduceras. Vid slakt eller obduktion hittas vuxna parasiter i leverns gallgångar eller är idisslaren drabbad av skrumplever. Ett annat sätt att fastställa smitta är genom att ta prover från avföringen eftersom ägg av parasiten följer med ut ur kroppen . Detta är sättet som används för att undersöka om en människa bär på smittan Dicrocoeliosis då misstankar finns att individen fått i sig infekterad lever från ett djur . Att behandla ett infekterat djur är inte en självklarhet då detta ofta ses som oekonomiskt och inte lönsamt. Speciellt inte i områden där det finns hög förekomst av mellanvärdar och det anses därför svårt att utrota D. dendriticum. Om en behandling önskas kan preparatet Valbazen Vet. användas för infekterade boskapsdjur .

## Infektion hos människan
Det är sällan som D.dendriticum rapporteras hos människan.
”Sann” infektion innebär att människan får i sig parasiten via myran. Den infekterade myran kan hittas i gräs, örter, rå frukt, grönsaker men även dricksvatten. Symptomen på sanna mänskliga infektioner är ofta omärkbara eller milda men kan leda till förstoppning, kronisk diarré, buksmärtor och kräkningar. ”Falsk” infektion innebär att man får i sig parasiten genom att äta rå eller underkokt djurlever som är infekterad med D.dendriticum. Vid falsk infektion passerar äggen oförändrat genom mag-tarm systemet. 
Vid både falsk och sann infektion finner man ägg av den D.dendriticum i avföringen hos personen som är infekterad. För att se om personen är drabbad av falsk eller sann infektion ber man patienten att utesluta lever ur kosten. Försvinner äggen ur avföringen tyder det på en falsk infektion, om äggen däremot kvarstår tyder det på en sann infektion där D.dendriticum befinner sig i kroppen och hela tiden nyproducerar ägg. Vid behandling av infekterade människor har intag av medicinen praziquantel i 2 dagar med en dos av 25mg/kg tre gånger dagligen visat sig ge positiv effekt. Medicinen får inte användas av barn som är under 4 år  .  